# The Battle of Trafalgar, a Heroic Poem
The Battle of Trafalgar, a Heroic Poem – utwór Williama Hamiltona Drummonda, opublikowany w Belfaście w 1806, nakładem oficyny J. Smyth and D. Lyons. Utwór opowiada o bitwie przy przylądku Trafalgar u wybrzeży Hiszpanii, która miała miejsce 21 października 1805. W starciu tym mniejsza flota brytyjska (licząca 27 okrętów wobec 33 jednostek przeciwnika) pokonała marynarkę Francji wzmocnioną flotyllą hiszpańską. Zwycięstwo zapewniło Brytyjczykom panowanie na morzu i uchroniło ich przed inwazją wojsk Napoleona Bonapartego. Royal Navy poniosła jednak niepowetowaną stratę. W walce zginął głównodowodzący admirał Horatio Nelson. Poemat Williama Hamiltona Drummonda został napisany dystychem bohaterskim (heroic couplet), czyli parzyście rymowanym pentametrem jambicznym.

What flags low-streaming o'er the murmuring deep,
In mournful triumph, bid Britannia weep?
What sound of sorrow reach the listening shore?
"Mourn, Albion, mourn, thy Nelson is no more".